# Dysdera udata
Espèce
Dysdera udata est une espèce d'araignées aranéomorphes de la famille des Dysderidae.

## Distribution
Cette espèce est endémique de Chypre.

## Description
Le mâle holotype mesure 6,00 mm et les femelles de 7,50 à 7,91 mm.

## Systématique et taxinomie
Cette espèce a été décrite par Kunt et Özkütük en 2024.

## Étymologie
Cette espèce est nommée en référence à Ud Ata.

## Publication originale
- (en) Kunt et Özkütük, « Dysdera udata sp. n., a new spider species from Cyprus (Araneae, Dysderidae) », Zoology and Ecology, vol. 34, no 1,‎ 2024, p. 65-70